# Блафф-Сіті (Арканзас)
Блафф-Сіті (англ. Bluff City) — місто (англ. town) в США, в окрузі Невада штату Арканзас. Населення — 118 осіб (2020).

## Географія
Блафф-Сіті розташований за координатами 33°43′57″ пн. ш. 93°7′28″ зх. д. / 33.73250° пн. ш. 93.12444° зх. д. (33.732599, -93.124564). За даними Бюро перепису населення США в 2010 році місто мало площу 5,90 км², з яких 5,90 км² — суходіл та 0,00 км² — водойми.

## Демографія
Згідно з переписом 2010 року, у місті мешкали 124 особи в 58 домогосподарствах у складі 40 родин. Густота населення становила 21 особа/км². Було 83 помешкання (14/км²).
Расовий склад населення:
| - 68,5 % — чорних або афроамериканців - 29,8 % — білих |

До двох чи більше рас належало 1,6 %. Іспаномовні складали 0,0 % від усіх жителів.
За віковим діапазоном населення розподілялося таким чином: 15,3 % — особи молодші 18 років, 67,8 % — особи у віці 18—64 років, 16,9 % — особи у віці 65 років та старші. Медіана віку мешканця становила 50,6 року. На 100 осіб жіночої статі у місті припадало 87,9 чоловіків; на 100 жінок у віці від 18 років та старших — 78,0 чоловіків також старших 18 років.
Середній дохід на одне домашнє господарство становив 29 676 доларів США (медіана — 22 083), а середній дохід на одну сім'ю — 34 836 доларів (медіана — 27 500). За межею бідності перебувало 11,9 % осіб, у тому числі 0,0 % дітей у віці до 18 років та 4,2 % осіб у віці 65 років та старших.
Цивільне працевлаштоване населення становило 41 осіб. Основні галузі зайнятості: освіта, охорона здоров'я та соціальна допомога — 43,9 %, виробництво — 24,4 %, транспорт — 14,6 %, роздрібна торгівля — 7,3 %.
За даними перепису населення 2000 року в Блафф-Сіті проживало 158 осіб, 46 сімей, налічувалося 66 домашніх господарств. Середня густота населення становила близько 26,8 людини на один квадратний кілометр. Расовий склад Блафф-Сіті за даними перепису розподілився таким чином: 27,22 % білих, 71,52 % — чорних або афроамериканців, 1,27 % — корінних американців.
З 55 домашніх господарств в 22,7 % — виховували дітей віком до 18 років, 48,5 % представляли собою подружні пари, яки спільно проживали, в 13,6 % сімей жінки проживали без чоловіків, 30,3 % не мали сімей. 28,8 % від загального числа сімей на момент перепису жили самостійно, при цьому 13,6 % склали самотні літні люди у віці 65 років та старше. Середній розмір домашнього господарства склав 2,39 людини, а середній розмір родини — 2,96 людини.
Населення містечка за віковим діапазоном за даними перепису 2000 року розподілилося таким чином: 19,0 % — жителі молодше 18 років, 6,3 % — між 18 і 24 роками, 24,7 % — від 25 до 44 років, 31,0 % — від 45 до 64 років і 19,0 % — у віці 65 років та старше. Середній вік мешканця склав 45 років. На кожні 100 жінок в Блафф-Сіті припадало 129,0 чоловіків, у віці від 18 років та старше — 103,2 чоловіків також старше 18 років.
Середній дохід на одне домашнє господарство в містечкі склав 25 500 доларів США, а середній дохід на одну сім'ю — 26 667 доларів. При цьому чоловіки мали середній дохід в 37 917 доларів США на рік проти 20 000 доларів середньорічного доходу у жінок. Дохід на душу населення в містечкі склав 14 358 доларів на рік. 19,0 % від усього числа сімей в населеному пункті і 23,6 % від усієї чисельності населення перебувало на момент перепису населення за межею бідності, при цьому 33,3 % з них були молодші 18 років і 17,4 % — у віці 65 років та старше.